# Laura Winkler (Handballspielerin)
Laura Winkler (geboren am 12. März 1997) ist eine ehemalige deutsche Handballspielerin.
Vom HSV Magdeburg wechselte sie im Jahr 2015 zum SV Union Halle-Neustadt, mit dem sie zwei Mal in die Bundesliga aufstieg und im Jahr 2019 im Final-Four-Turnier um den Handball-Pokal stand. Ihre Karriere war von Verletzungen begleitet, so verletzte sie sich zu Saisonbeginn 2019/20 mit einer Fraktur am Finger, nach der sie erst zu Beginn des Jahres 2020 wieder mitspielen konnte; nur Wochen danach zog sie sich einen doppelten Bänderriss zu, der das Saisonaus für sie bedeutete. Ihr Vertrag wurde trotzdem um ein Jahr verlängert. In der Spielzeit 2020/21 musste sie wegen einer Handverletzung im April 2021 erneut vor Saisonende ausscheiden; anschließend erklärte sie dann, dass sie ihre Profi-Karriere beenden wird.
Laura Winkler war im Jahr 2013 Mitglied der Landesauswahl des Handball-Verbandes Sachsen-Anhalt in der Endrunde um den deutschen Länderpokal.
Die 1,79 Meter große Winkler wurde auf der Position Rückraum eingesetzt.
Sie absolvierte eine Ausbildung zur Industriekauffrau.